# Die Gereformeerde Kerke in Suid-Afrika
Die Gereformeerde Kerke in Suid-Afrika (GKSA) är ett reformert trossamfund i södra Afrika, bildat 1859 av teologiskt konservativa avhoppare från Nederduitse Gereformeerde Kerk.
GKSA tillhör den reformerta världsgemenskapen och den internationella reformerta kyrkokonferensen.